# كأس الاتحاد الإنجليزي 1905–06
كأس الاتحاد الإنجليزي 1905–06 (بالإنجليزية: 1905–06 FA Cup)‏ هو الموسم 35 من  كأس الاتحاد الإنجليزي. أقيم بتاريخ 23 سبتمبر 1905، والذي يشرف على تنظيمه الاتحاد الإنجليزي لكرة القدم، وكان عدد الأندية المشاركة فيه  64، وفاز فيه نادي إيفرتون.